# Amerila androfusca
Amerila androfusca är en fjärilsart som beskrevs av Elliot C.G. Pinhey 1952. Amerila androfusca ingår i släktet Amerila och familjen björnspinnare. Inga underarter finns listade i Catalogue of Life.